# Преводи словенских књижевности
"Преводи словенских књижевности" ("Przekłady Literatur Słowiańskich") - часопис објављен од стране Издавачке куће Шлеског универзитета. На почетку као серијска публикација – покренути су 2009. године на Институту за словенску филологију на Филолошком факултету Шлеског универзитета у Катовицама. Посвећени су проблематици књижевног превода с јужнословенских и западнословенских језика, посматраној из теоријске, књижевноисторијске и културноисторијске перспективе.
Од 2017. године главни и одговорни уредник је доц. Лешек Малчак (доцент на Институту за словенску филологију на Филолошком факултету Шлеског универзитета), који је заменио проф. Божену Токаж (главни и одговорни уредник 2009-2016, оснивач) - редовни професор на Институту за словенску филологију на Филолошком факултету Шлеског универзитета.

## Основне информације
Часопис обухвата подједнако евиденцију превода и њихову рецепцију, као и научне радове. Садржај описује:
1. Особености превода на сродне, словенске језике
2. Преношење једне културе у другу посредством књижевности као медија превода једне културе на другу посредством медија књижевности
3. Улогу превода у компаратистичким истраживањима

## Структура
С обзиром на двострукост истраживања, документацијско-социолошку компоненту (библиографије превода словенских књижевности на пољски језик и пољске књижевности на словенске језике те њихова рецепција) и критичко-интепретацијску компоненту (која служи теоријском уопштавању), поједини су бројеви издавани у два дела. Сваки се број састоји од проблемског и библиографског дела, који се односи на преводе пољске књижевности (на бугарски, хрватски, чешки, македонски, српски, словачки и словеначки) и преводе словенских књижевности (бугарске, македонске, хрватске, чешке, српске, словачке и словеначке) на пољски језик. Библиографски део обухвата преводе објављене након 1990. године (библиографија која се односи на раније периоде ће бити допуњавана касније). Циљ је публикације, прве те врсте у славистичком кругу (с изузетком русистике), утврђивање разлика, сличности и путева узајамног дијалога међу словенским културама и стварање темеља за словенску компаратистику. Словенски суседи, упркос сродности језика, често су једни другима непознаница. Аутори често уводе и трећу, несловенску културу, у круг својих интереса, с обзиром на функционисање словенских књижевности у међукултурној комуникацији, која је, пак, политички, друштвено и уметнички условљена.

## Циљ часописа
Часопис „Преводи словенских књижевности“ развија се и захваљујући сарадњи с пољским научницима који се баве науком о превођењу (на универзитетима у Кракову, Познању, Вроцлаву и Бијелско-Биалој) и с иностраним научним центрима (у Бугарској, Хрватској, Чешкој, Македонији, Србији, Словачкој и Словенији). Текстови објављени у часопису пролазе рецензију, а часопис има одјека у целој Пољској те изазива занимање у универзитетским центрима у иностранству. Сваки је чланак пропраћен са два сажетка (на енглеском језику и на ономе словенском језику чију тему разматра), апстрактом на енглеском језику и кључним речима на енглеском и одговарајућем словенском језику. 

## Спољашне везе
- Званични сајт часописа Архивирано на веб-сајту  (19. март 2018)
- Званични сајт Института за словенску филологију на Филолошком факултету Шлеског универзитета у Катовицама Архивирано на веб-сајту  (13. фебруар 2018)